# کالج ویلیام اند مری
کالج ویلیام اند مری (به انگلیسی: The College of William & Mary) یک دانشگاه تحقیقاتی دولتی در شهر ویلیامزبرگ واقع در ایالت ویرجینیا آمریکا است که در سال ۱۶۹۳ میلادی تأسیس شده‌است. این دانشگاه در رتبه‌بندی دانشگاه‌های دولتی مقطع کارشناسی یواس‌نیوز، پس از دانشگاه ویرجینیا، دومین دانشگاه برتر ایالت ویرجینیا است. کالج ویلیام اند مری پس از دانشگاه هاروارد قدیمی‌ترین دانشگاه ایالات متحده آمریکا می‌باشد که در زمان حکومت مستعمراتی پادشاهی انگلستان بر مناطق شرقی ایالات متحده ایجاد شده‌است.

## بنیان‌گذاری
این دانشگاه به دستور سلطنتی ویلیام سوم و ماری دوم، پادشاه و ملکه انگلستان، در سال ۱۶۹۳ در مستعمرهٔ ویرجینیا بنیان گذاشته شد. این دانشگاه در تاریخ آمریکا نقش مهمی ایفا کرده‌است. شخصیت‌های مشهوری همچون توماس جفرسون، جیمز مونرو و جان تایلر (هرسه از روسای جمهور آمریکا)، و ۱۶ نفر از امضاکنندگان اعلامیه استقلال ایالات متحده آمریکا در این دانشگاه تحصیل کرده‌اند.

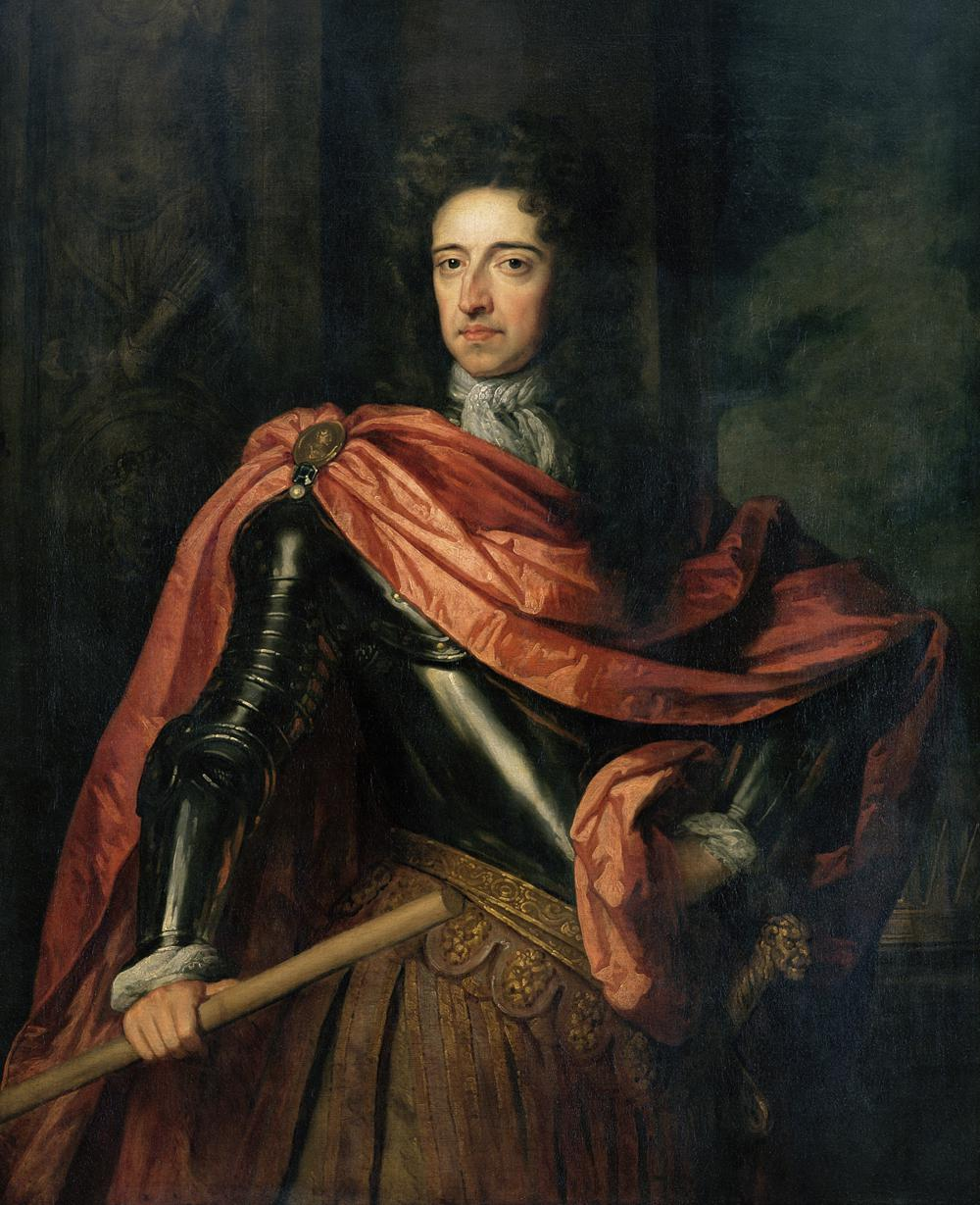
ویلیام سوم، پادشاه انگلستان، به همراه همسرش ماری دوم بنیان‌گذاران این دانشگاه بودند.

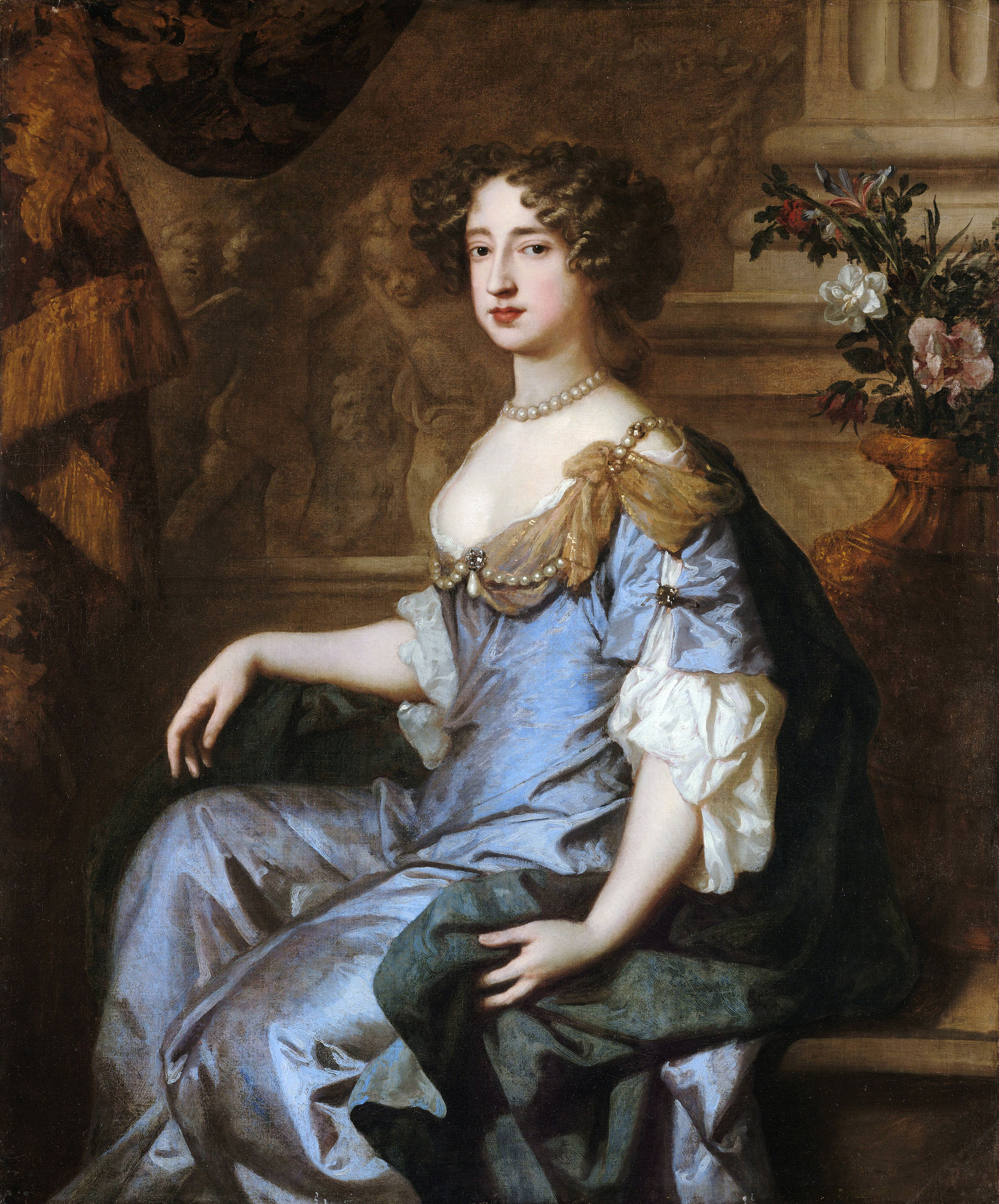
ماری دوم، ملکه انگلستان

## رتبه‌بندی
این دانشگاه دارای رتبهٔ چهارم در میان دانشگاه‌های دولتی آمریکا می‌باشد.

## نگارخانه

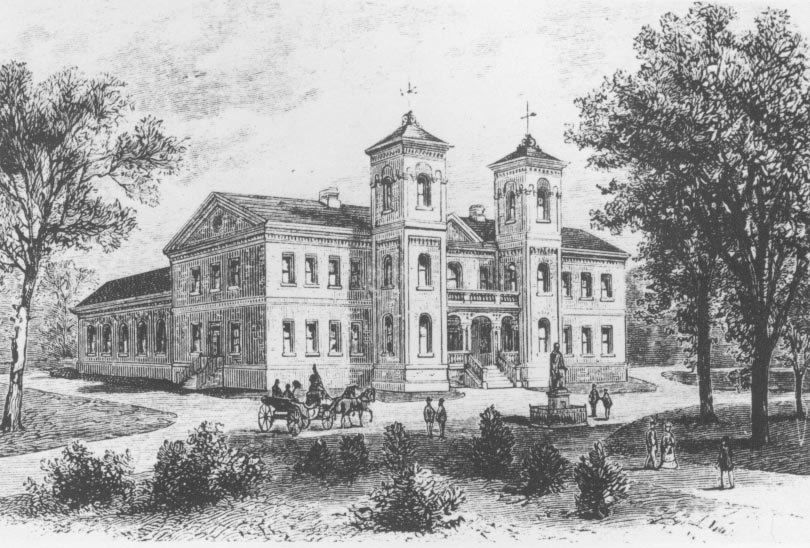
دانشکده ای در دانشگاه ویلیام و ماری در سال ۱۸۵۹
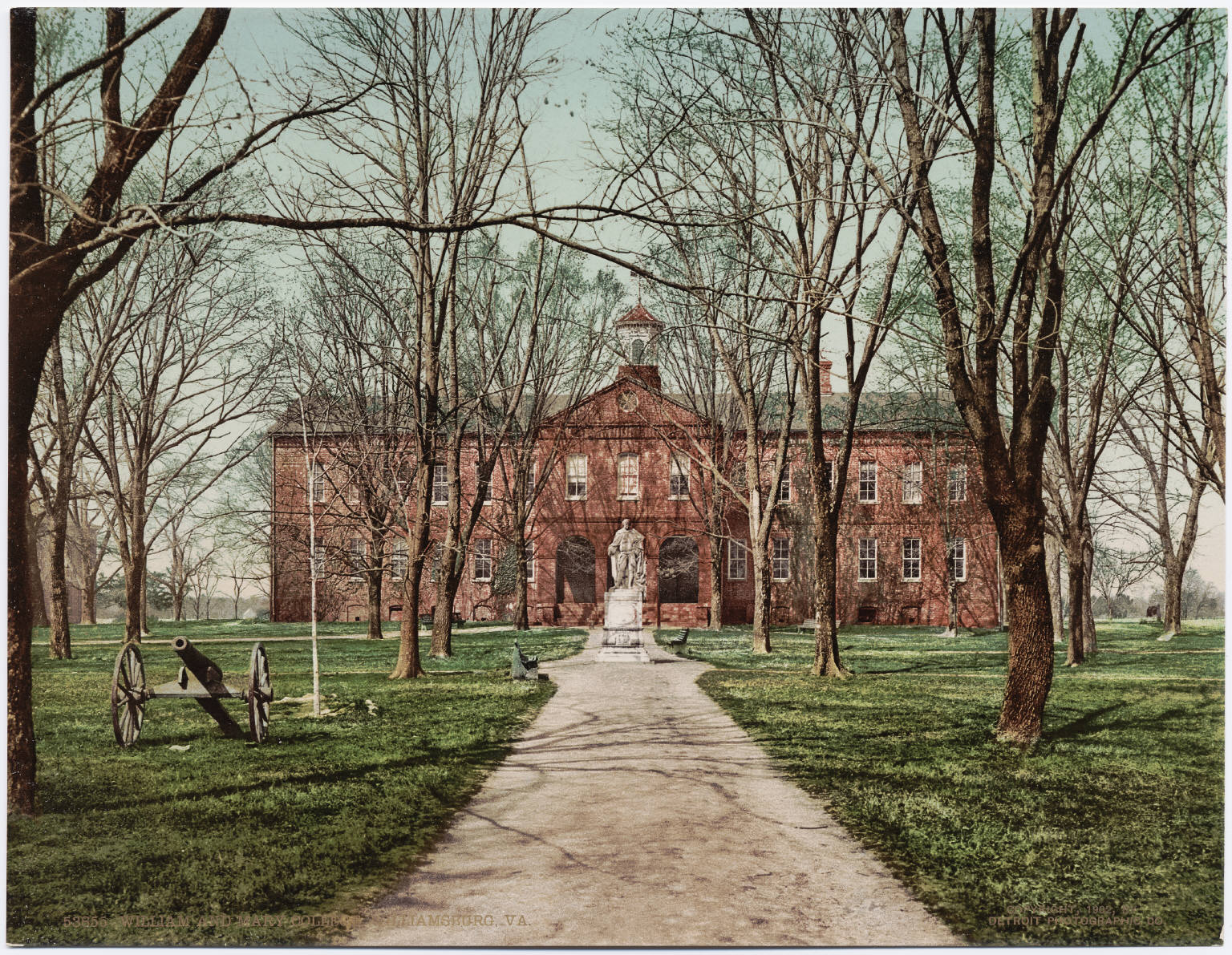
دانشکده ای در دانشگاه ویلیام و ماری در سال ۱۹۰۲
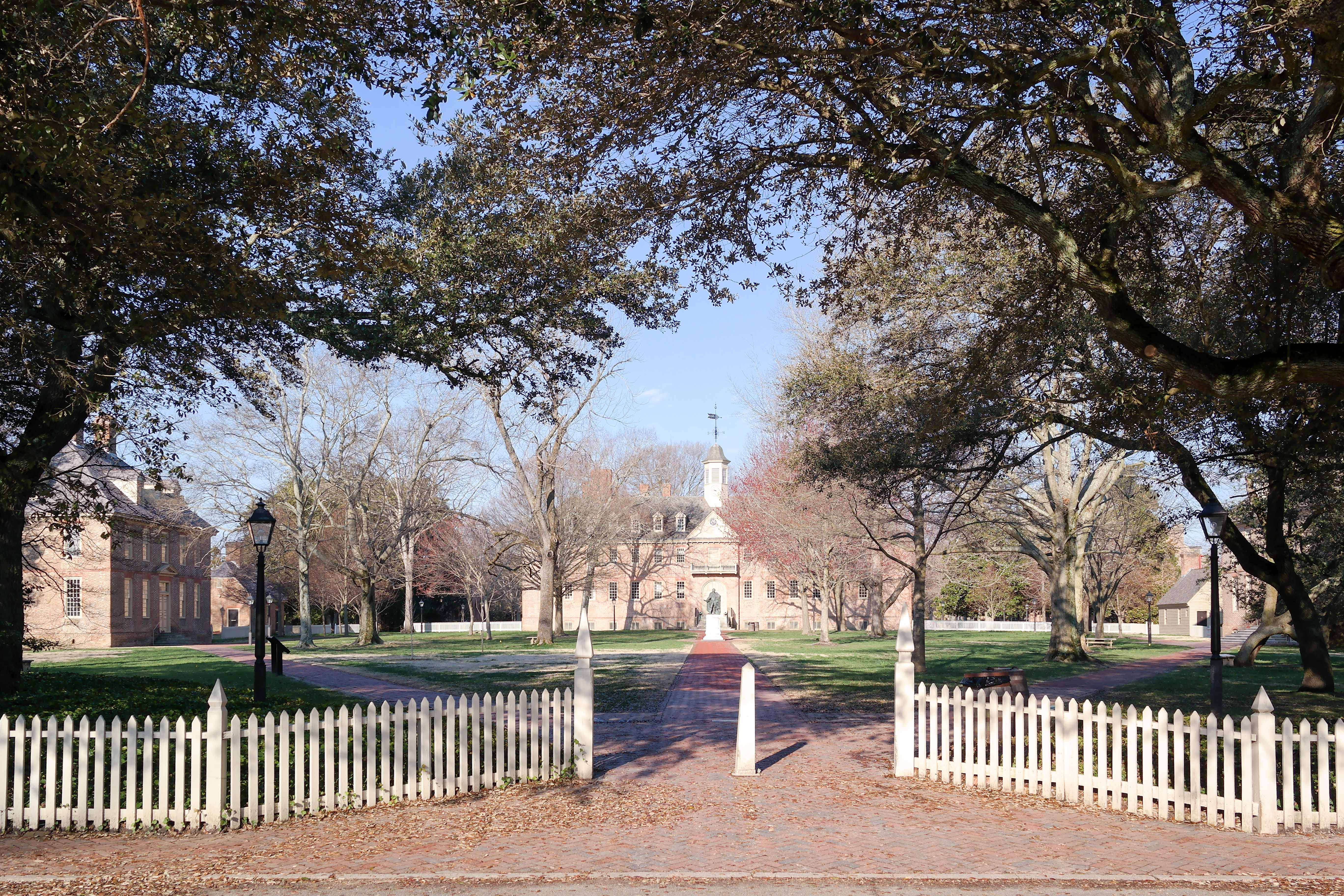
قسمتی از محوطه بیرونی
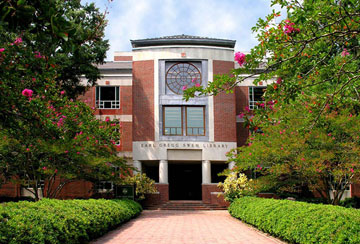
کتابخانه دانشگاه
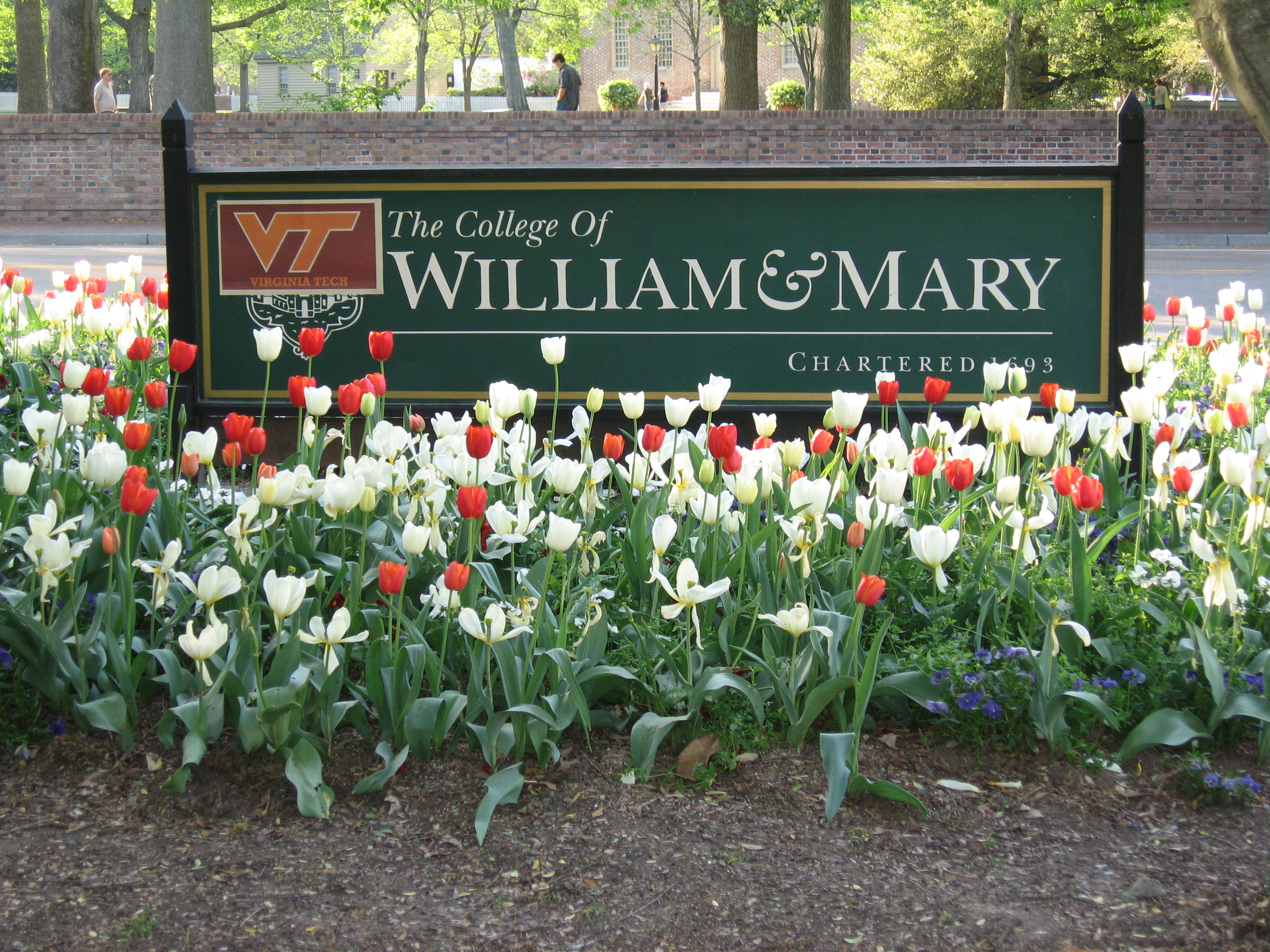